# SOR LC 10.5
SOR LC 10.5 — туристический автобус, выпускаемый чешской компанией SOR Libchavy с 2002 года.

## Конструкция
Автобус SOR LC 10.5 является производной моделью от SOR C 10.5. Автобус оснащён кузовом и несущей рамой. Компоновка автобуса заднемоторная, заднеприводная. Кузов сделан из металла, салон выполнен в пластиковой оправе. Справа расположены две входные выдвижные двери.

## Предназначение
Автобус SOR LC 10.5 предназначен для обслуживания пригородных и междугородных маршрутов. В частности, этим автобусом управляет фрахтовщик.